# Cristofano Malvezzi
Cristofano Malvezzi, też Christophoro (ur. 28 czerwca 1547 w Lukce, zm. 22 stycznia 1599 we Florencji) – włoski organista, kantor i kompozytor okresu późnego renesansu. 
Był jednym z najbardziej znanych kompozytorów florenckich oraz prawdopodobnie członek cameraty florenckiej. Uważany jest za kompozytora, którego twórczość zapowiadała nadchodzącą epokę baroku. 
Urodził się w Lukce w muzykalnej rodzinie. Pierwsze nauki gry pobierał od swojego ojca Nicolao, który był organistą w tamtejszej katedrze San Martino. W 1572 roku został kantorem w bazylice San Lorenzo we Florencji, a między 1574-77 otrzymał nominację na stanowisko maestro di capella w chórze Medyceuszy. Obie funkcje pełnił do śmierci w 1599 roku. Ponadto w latach 1565-1570 był organistą w kościele Santa Trinita. Prawdopodobnie już od 1577 roku dawał nauki oraz promował Jacopo Peri'ego.
Jest autorem większości muzyki do intermedi odgrywanych w przerwach pięcioaktowej komedii La Pellegrina wystawianej podczas wesela Ferdynanda I Medyceusza z Krystyną Lotaryńską w 1589 roku.
Pochowany w bazylice San Lorenzo. 
Jego brat – Alberigo Malavezzi (ok. 1550–1615) – również był kompozytorem i organistą.